# Willem van Cuijk (1230-)
Willem van Cuijk was een edelman en zoon van Willem van Cuijk.
Hij wordt omstreeks 1306 genoemd als heer van Asten, doch spoedig daarna komt de heerlijkheid aan zijn neef Jan I van Cuijk